# Antike Legenden

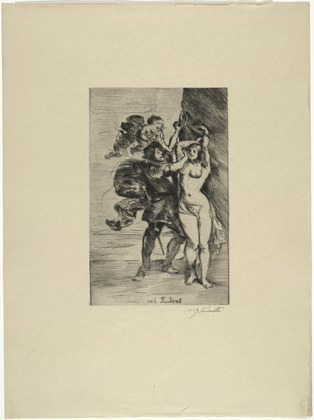
Perseus und Andromeda

Antike Legenden ist der Titel einer Sammlung von Kaltnadelradierungen des Künstlers Lovis Corinth, die 1919 entstand und von der Marées-Gesellschaft in Dresden herausgegeben wurde.

## Hintergrund
Am 17. Mai 1918 regte der Kunsthistoriker und Direktor der Marées-Gesellschaft Julius Meier-Graefe bei Lovis Corinth eine Mappe von Kaltnadelradierungen an, die „einen bestimmten, nicht zu eng gefaßten Gegenstand“ zum Thema haben sollte. Nach seinen Vorstellungen sollte es sich um die Interpretation eines literarischen Werkes oder eine Sammlung mit Landschaften, Stillleben oder Interieurs handeln. Corinth wählte stattdessen zwölf Themen aus der antiken griechischen Mythologie und begann die Arbeiten an den Radierungen während der letzten Wochen des Ersten Weltkriegs.

## Bilder
Die Sammlung umfasst zwölf Szenen aus der griechischen Mythologie, die sich teilweise auf frühere Gemälde des Künstlers beziehen. Dabei wählte er für die sinnlichen und teilweise wollüstigen Bildern einen expressionistischen Stil und verarbeitete zugleich sein Unbehagen über die politische Lage in Deutschland.

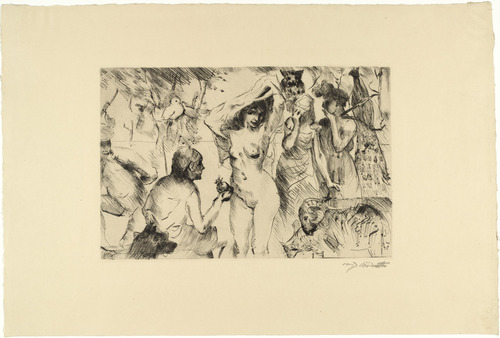
Urteil des Paris
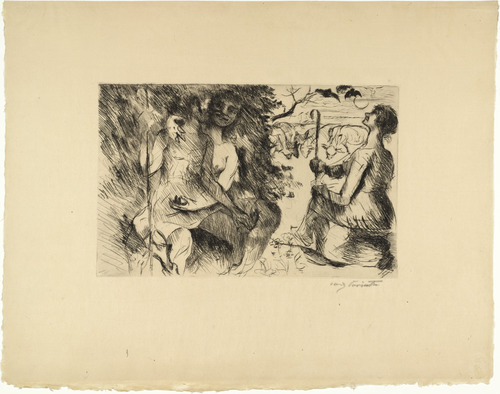
Daphnis und Chloe
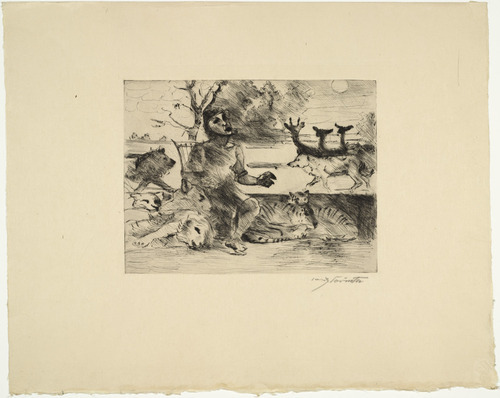
Orpheus
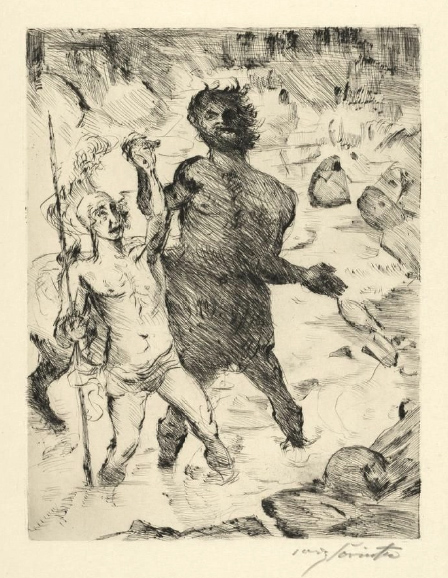
Erziehung des Archill
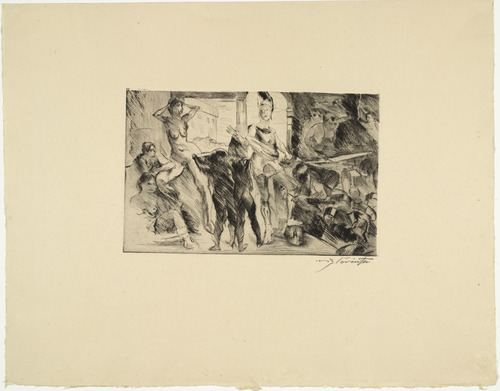
Die Schmiede des Vulkan
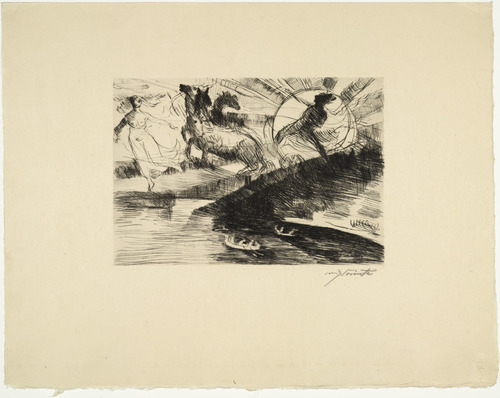
Apollo und die Rosenfingerige Eos
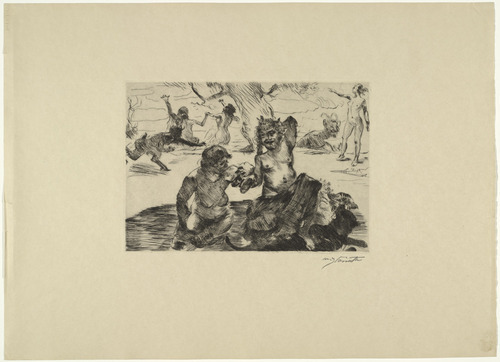
Bacchus
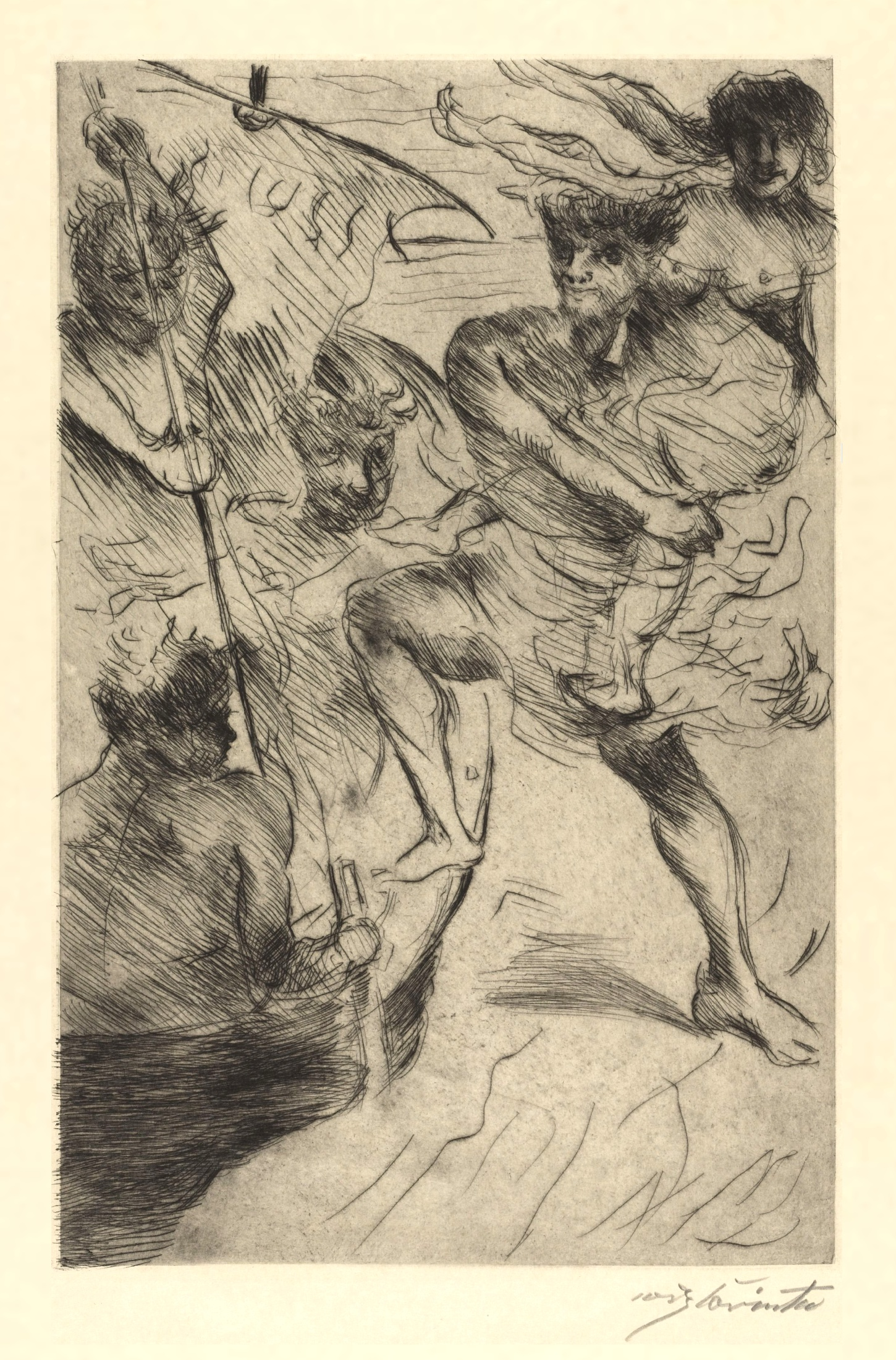
Der Raub der Helena
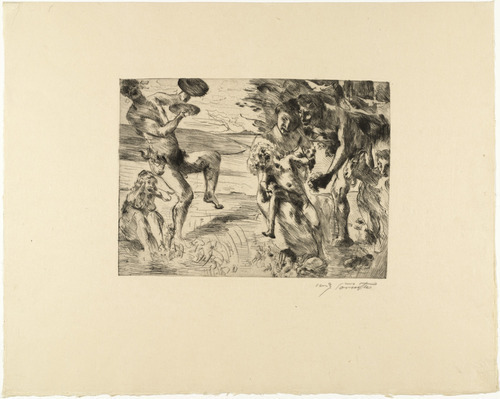
Die Kindheit des Zeus
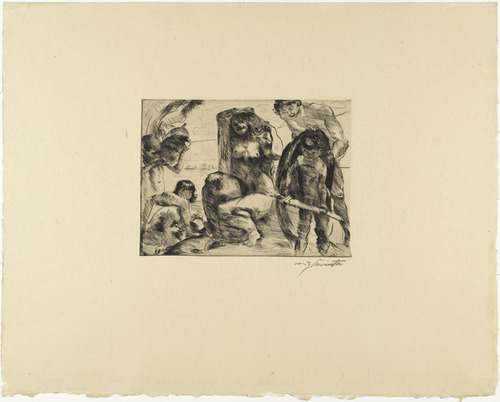
Die Spiegel der Venus
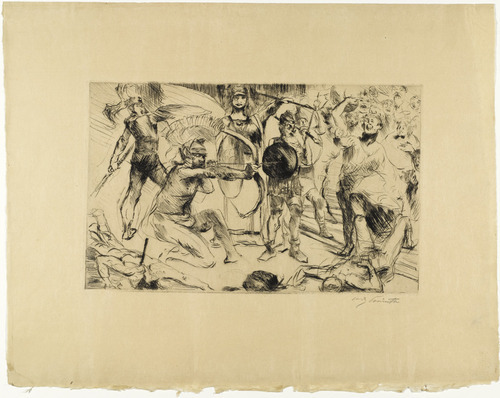
Odysseus und die Freier
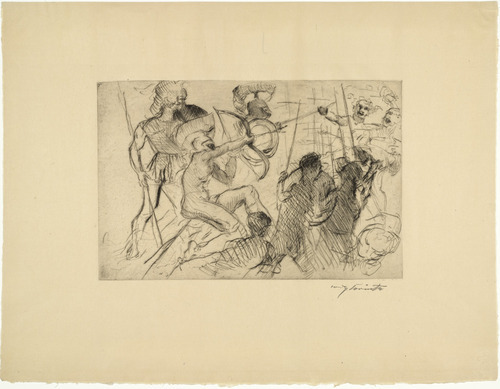
Variante zu Odysseus und die Freier

Die Sammlung erschien in einer Auflage von 150 Ausgaben, von denen 100 auf Bütten- und 50 auf Japanpapier gedruckt wurden.

## Belege
1. ↑  Barbara Butts: Die Jugend des Zeus. In: Peter-Klaus Schuster, Christoph Vitali, Barbara Butts (Hrsg.): Lovis Corinth. Prestel München 1996; S. 368–369. ISBN 3-7913-1645-1.
2. 1 2  Heather Hess: Beschreibung im German Expressionist Digital Archive Project, German Expressionism: Works from the Collection 2011. Museum of Modern Art, New York.